# Lewis Hine
 (juillet 2025).
Motif : nombreux passages confus, évasifs, approximations, manque de sources secondaires de qualité
 (juillet 2025).
Si vous disposez d'ouvrages ou d'articles de référence ou si vous connaissez des sites web de qualité traitant du thème abordé ici, merci de compléter l'article en donnant les références utiles à sa vérifiabilité et en les liant à la section « Notes et références ».
Lewis Wickes Hine, né le 26 septembre 1874 à Oshkosh dans l'Etat du Wisconsin et mort le 3 novembre 1940 à Dobbs Ferry dans l'État de New York, est un américain, sociologue de formation, il est l'un des fondateurs du photojournalisme inauguré par Mathew Brady et dans la lignée de Jacob Riis pour sa documentation des conditions sociales.   
Ses photographies d’enfants au travail ont sensibilisé l'opinion publique durant l’ère progressiste.

## Biographie

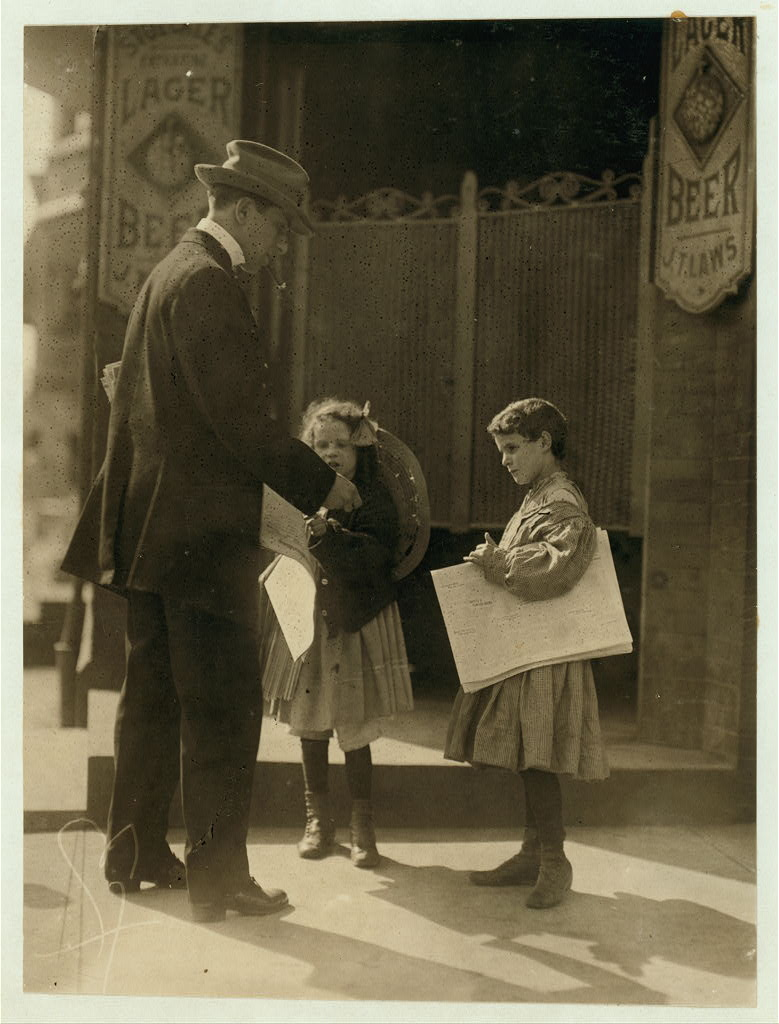
Fillettes vendant des journaux à Wilmington (Delaware), mai 1910.

### Jeunesse et formation
Lewis Wickes Hine est le fils de Douglas Hine, gérant d'un café, et de Sarah Hine.
En 1900, après ses études secondaires Lewis Hine est admis à l'université de Chicago, puis au bout d'une année, en 1901, il commence à donner des cours à l'Ethical Culture Fieldston School (en) de New York.
En 1908, son projet de master of arts est validé par l'université de New York, il est supervisé par Arthur Kellog. 
Il commence sa carrière de photographe en 1904, en photographiant l'arrivée des immigrants à Ellis Island, dans le port de New York.Pour ceci, il s'inspire de travaux d'artistes de la Renaissance comme Raphaël ou Léonard de Vinci.[Quoi ?]

### Carrière
En 1908, il travaille pour le National Child Labor Committee (en) (NCLC) et, durant dix ans, photographie le travail des enfants à travers les États-Unis, aidant le NCLC dans sa lutte contre cette pratique. Il est également photographe indépendant pour la revue The Pittsburgh Survey (en) qui publie de 1909 à 1915 six volumes consacrés à l’étude des conditions de travail, de logement et d’éducation des populations ouvrières et immigrées vivant dans la capitale sidérurgique des Etats-Unis.
Au cours de la Première Guerre mondiale, il documente les actions humanitaires de la Croix-Rouge américaine en Europe.
Dans les années 1920 - 1930, il se consacre principalement à la photographie des ouvriers de l'industrie et plus particulièrement à la construction de l'Empire State Building, qui donnera lieu à la publication de son livre Men at work en 1931.
À ses débuts, et jusque dans les années 1920, Lewis Hine a une approche purement sociologique de la photographie. Il déclare ainsi qu'il veut « montrer des choses qui doivent être corrigées » et fut un des premiers à utiliser la photographie comme outil documentaire, annonçant le travail de la Farm Security Administration des années 1930.[pas clair]
Ses reportages dans les usines et les manufactures contribuèrent à une meilleure prise de conscience des problèmes sociaux aux Etats-Unis[Par qui ?]. Par la suite, il accentue son approche artistique de la photo, sans pour autant renier son travail de témoignage, et ses images acquièrent une qualité esthétique qui augmente leur impact sur le public.[Quoi ?]

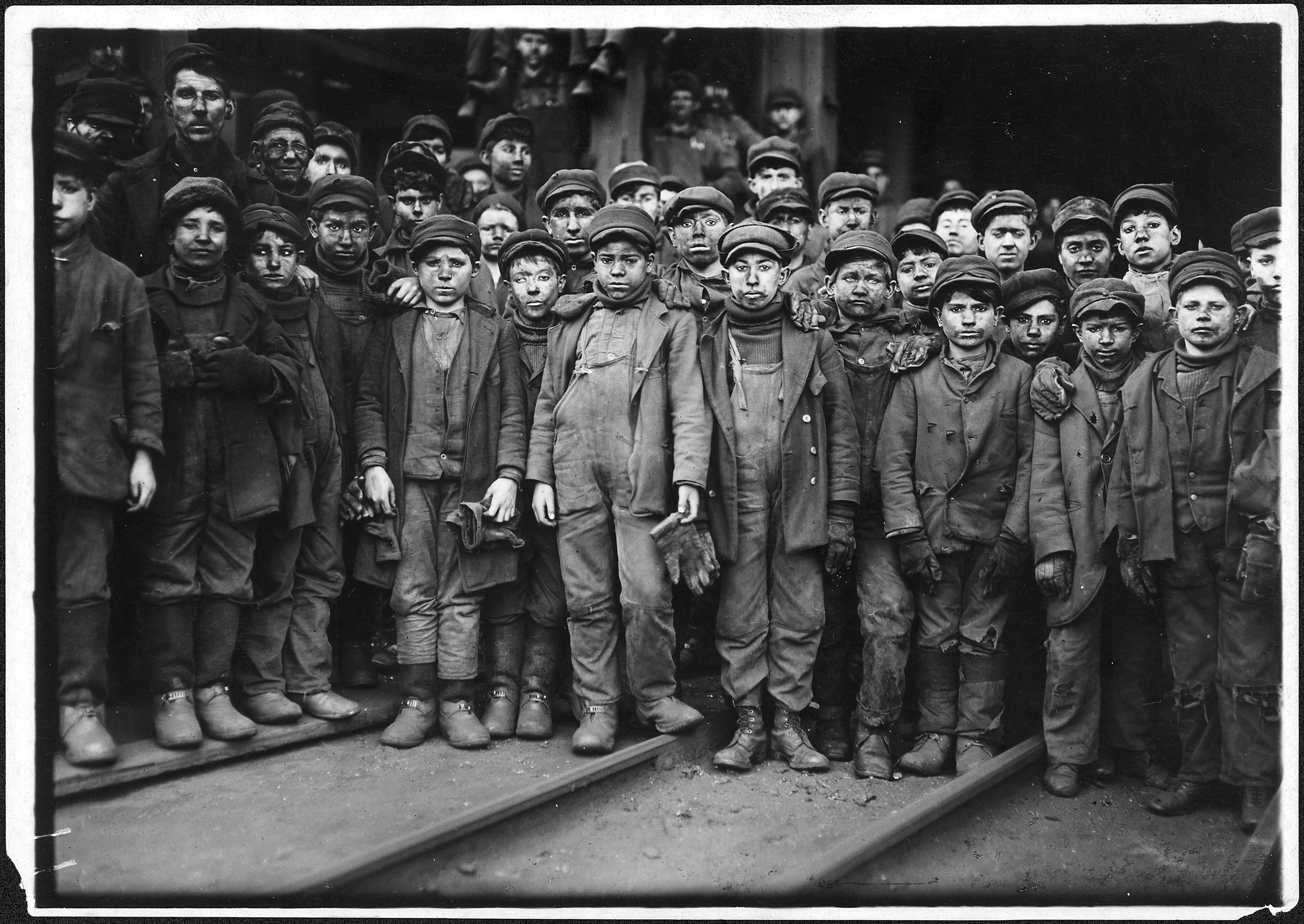
Enfants travaillant dans les mines, 1911.
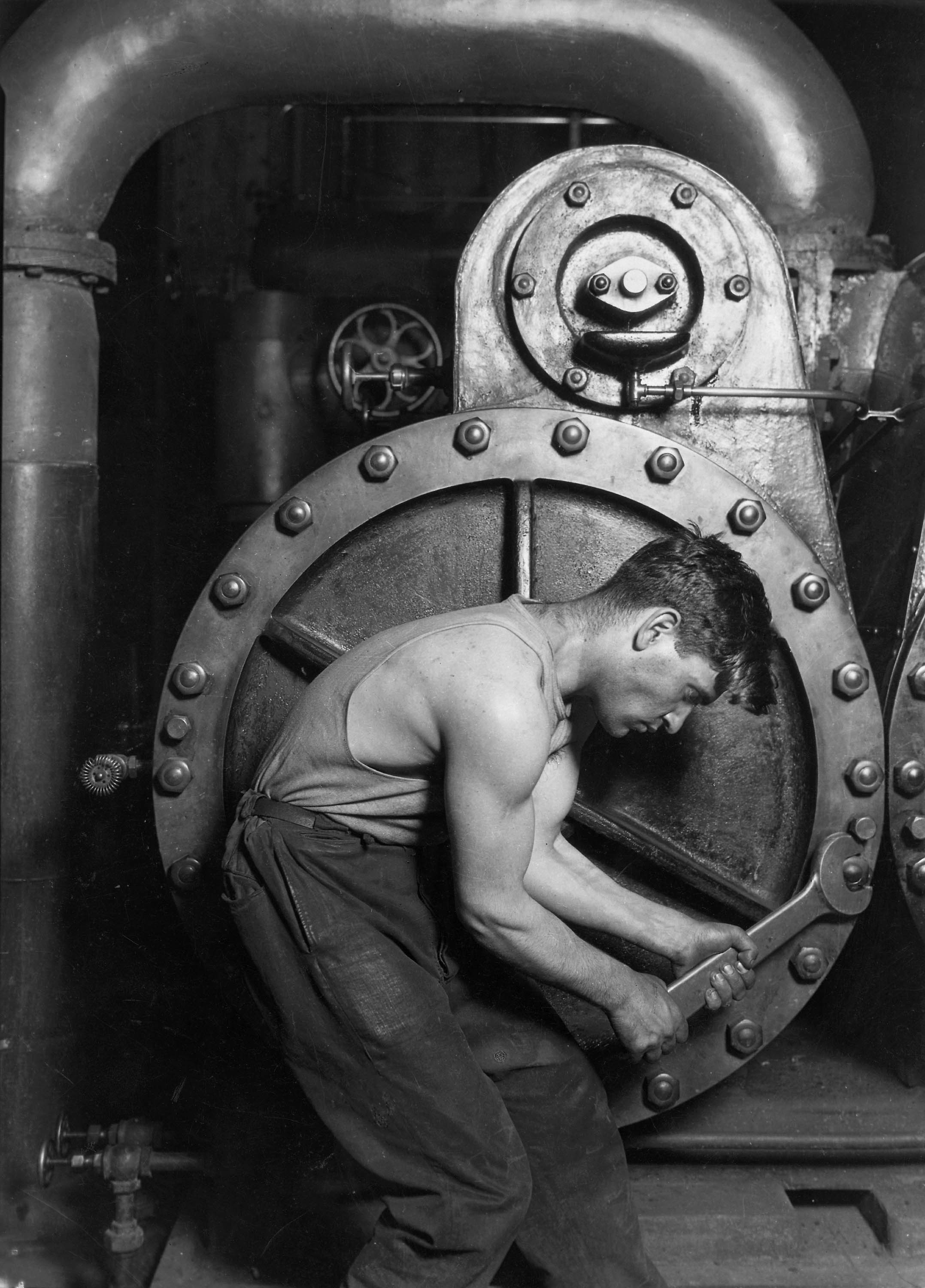
Mécanicien travaillant sur une machine à vapeur, 1920.
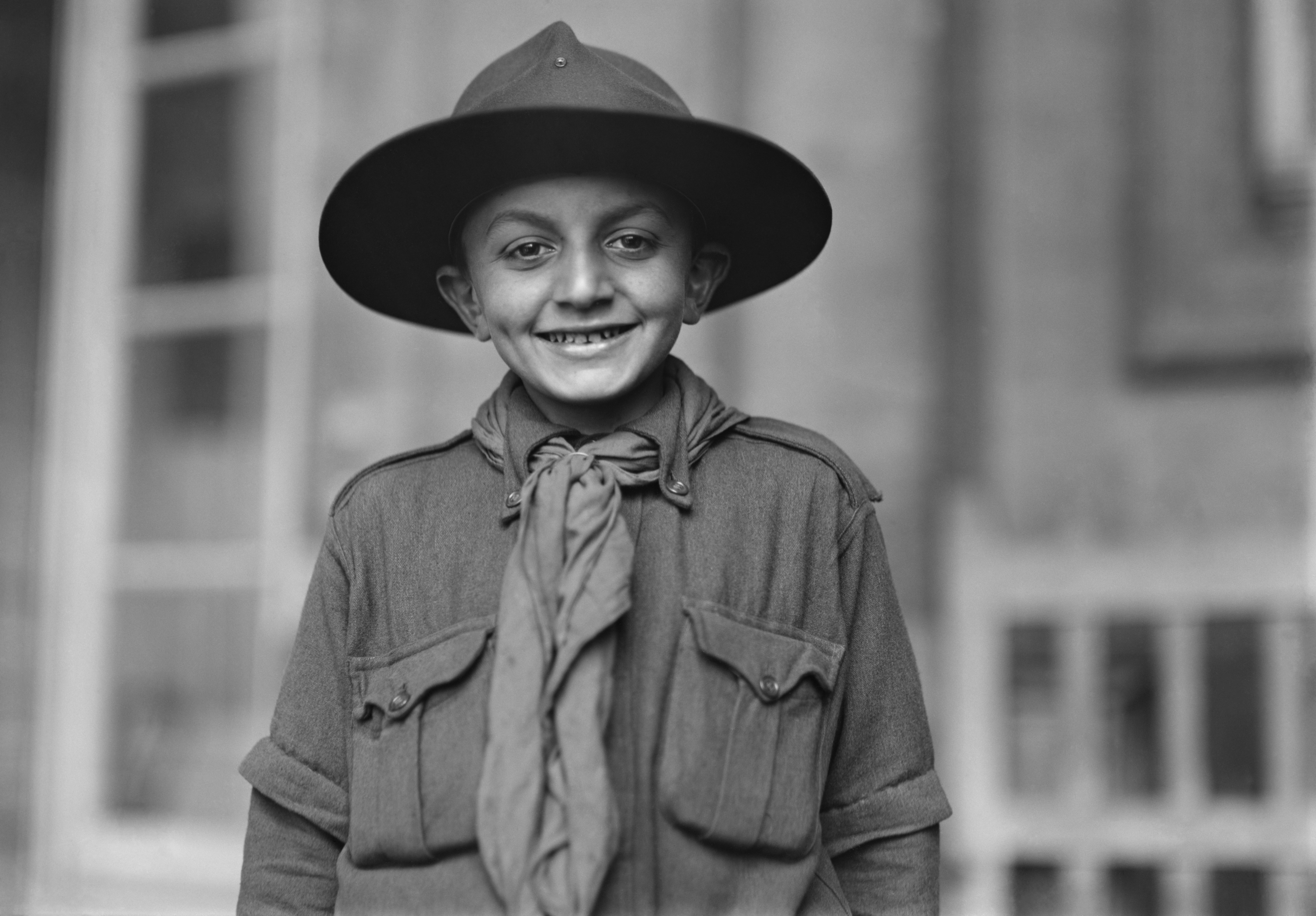
Scout à Paris en 1918.

Durant la Grande dépression, il travaille à nouveau pour la Croix-Rouge dans le sud des Etats-Unis et dans les montagnes de l'est du Tennessee.[Lesquelles ?]
Lewis Hine garde une vision intégriste du travail et du travailleur,[Quoi ?], mettant en avant la puissance, le triomphe de la machine et de l'industrie.
Lewis Hine a laissé des images d'enfants au travail, perdus au milieu de machines. Les enfants travaillent dans les filatures de laine ou de coton, ils sont menuisiers, cordonniers, ferronniers, couturiers, mineurs, postiers, cireurs, agriculteurs, pêcheurs, charbonniers, cuisiniers, ou font la lessive.
Il passe à la photo pour illustrer ces sujets et défendre des causes qui dénoncent les abus du travail des enfants. Il se fait engager par le National Child Labor Committee. 
À la fin des années 1930, les commandes publiques se tarissent[évasif]. 
Lewis Hine meurt en 1940 à l'âge de 66 ans.

## Œuvres diverses

### Livres et documentaires illustrés par des photos de Lewis Hine
- (en-US) Men at Work : Photographic Studies of Modern Men and Machines (photogr. Lewis Wickes Hine), New York, Macmillan Co. (réimpr. 1977) (1re éd. 1932), 66 p. (OCLC 1834544, lire en ligne),
- (en-US) Jonathan L. Doherty (dir.) (photogr. Lewis Wickes Hine), Women at Work : 153 Photographs, New York, Dover Publications, coll. « Dover photography collections », 1981, 117 p. (ISBN 9780486241548, OCLC 470010924, lire en ligne),
- (en-US) Daile Kapzan (photogr. Lewis Wickes Hine), Lewis Hine in Europe : The Lost Photographs, New York, Abbeville Press (réimpr. 1998) (1re éd. 1988), 239 p. (ISBN 9780896597457, OCLC 17439137, lire en ligne),
- (en-US) Russell Freedman (photogr. Lewis Hine), Kids at Work, New York, Clarion Books, 1994, 104 p. (ISBN 9780395797266, OCLC 968321089, lire en ligne),
- (en-US) Craig A. Dohert et Katherine M. Doherty (photogr. Lewis Wickes Hine), The Empire State Building, Woodbridge, Connecticut, Blackbirch Press, coll. « Building America » (réimpr. 2008) (1re éd. 1998), 48 p. (ISBN 9781567111163, OCLC 36165076, lire en ligne),
- (en-US) Robert Macieski (photogr. Lewis Wickes Hine), Picturing Class : Lewis W. Hine Photographs Child Labor in New England, Amherst, Massachusetts, University of Massachusetts Press, coll. « UPCC book collections on Project MUSE », 2015, 296 p. (ISBN 9781625341846, OCLC 910596109, lire en ligne),

### Articles par Lewis Hine
- (en-US) « The School Camera », The Elementary School Teacher, vol. 6, no 7,‎ mars 1906, p. 343-347 (7 pages) (lire en ligne),
- (en-US) « Child Labor in Gulf Coast Canneries : Photo-Graphic Investigation Made February, 1911 », The Annals of the American Academy of Political and Social Science, vol. 38,‎ juillet 1911, p. 118-122 (5 pages) (lire en ligne),
- (en-US) C. A. Greenleaf (photogr. Lewis W. Hine), « Rural School Health Work in Cattaraugus County », The Milbank Memorial Fund Quarterly Bulletin, vol. 3, no 2,‎ juillet 1925, p. 5-10 (6 pages) (lire en ligne),

## Expositions permanentes de ses photographies
- George Eastman House.
- New York Public Library[5].
- Bibliothèque du Congrès[6].

### Notice encyclopédique
- (en-US) Mark C. Carnes (dir.), John A. Garraty (dir.) et Peter Seixas (rédacteur), American National Biography, vol. 10 : Handerson - Hofmann, New York, Oxford University Press, 1999, 968 p. (ISBN 9780195127898, lire en ligne), p. 834-837. ,

### Essais et biographies

#### Anglophone
- (en-US) Judith Mara Gutman (dir.) (photogr. Lewis Hine), Lewis W. Hine, 1874-1940 : Two perspectives, New York, Grossman Publishers, coll. « ICP Library of Photographers » (no 4), 1974, 84 p. (ISBN 9780289706237, OCLC 729335381, lire en ligne). ,
- (en-US) Alison Nordström et Elizabeth McCausland (photogr. Lewis Hine), Lewis Hine : from the collections of George Eastman House, International Museum of Photography and Film, New York, D.A.P./Distributed Art Publishers (réimpr. 2012) (1re éd. 2010), 261 p. (ISBN 9781935202769, OCLC 856015979),

### Articles

#### Francophones
- Didier Aubert, « Lewis Hine et les images anonymes du Pittsburgh Survey », Etudes photographiques, no 17,‎ novembre 2005, p. 112-135 (lire en ligne). ,
- Augustin Fontanier, « La fièvre humaine », article sur l'exposition Lewis Hine à la Fondation Henri-Cartier-Bresson, sur lintermede.com, 21 septembre 2011,
- Anne Lesme, « Lewis Hine et le National Child Labor Committee : vérité documentaire et rhétorique visuelle et textuelle », Transatlantica, no 2,‎ 2014 (lire en ligne). ,
- Léonor Matet, « Lewis Hine, un regard sur l’injustice », La Cause du Désir, vol. 2, no 99,‎ 2018, p. 211-212 (lire en ligne )

#### Anglophones
- (en-US) Dennis O'Kain, « Lewis Hine in Georgia », The Georgia Review, vol. 34, no 3,‎ 1980, p. 535-544 (10 pages) (lire en ligne ),
- (en-US) Peter Seixas, « Lewis Hine : From "Social" to "Interpretive" Photographer », American Quarterly, vol. 39, no 3,‎ automne 1987, p. 381-409 (29 pages) (lire en ligne ),
- (en-US) Deborah L. Smith-Shank, « Lewis Hine and His Photo Stories : Visual Culture and Social Reform », Art Education, vol. 56, no 2,‎ mars 2003, p. 33-37 (5 pages) (lire en ligne ),
- (en-US) Kate Sampsell Willmann, « Lewis Hine, Ellis Island, and Pragmatism : Photographs as Lived Experience », The Journal of the Gilded Age and Progressive Era, vol. 7, no 2,‎ avril 2008, p. 221-252 (32 pages) (lire en ligne ),
- (en-US) Tony Reevy, « Men at Work : Lewis Hine'a Photographs of Railroad Workers », Railroad History, no 204,‎ printemps-été 2011, p. 42-51 (10 pages) (lire en ligne ),
- (en-US) Kate Sampsell-Willmann, « Student-Centered Reading of Lewis Hine's Photographs », The History Teacher, vol. 47, no 3,‎ mai 2014, p. 387-419 (33 pages) (lire en ligne ),
- (en-US) Oenone Kubie, « Reading Lewis Hine's Photography of Child Street Labour, 1906—1918 », Journal of American Studies, vol. 50, no 4,‎ novembre 2016, p. 873-897 (25 pages) (lire en ligne ),